# خيميرت
خيميرت (بالهولندية: Gemert) هي بلدة هولندية توجد بمقاطعة شمال برابنت. في 1 يناير 2009 كان عدد المقيمين حوالي 15.268.

## أشخاص من هذه المدينة
- جورجيس ماركوبيدس
- ليون فليمينغ

## أعلام
- جورجيس ماركوبيدس
- ليون فليمينغ